# Conferência de Bandungue
A primeira Conferência Asiático-Africana ou Afro-Asiática de grande escala (em indonésio: Konferensi Asia–Afrika), também conhecida como Conferência de Bandungue, foi uma reunião entre vinte e nove países asiáticos e africanos, a maioria dos quais eram recém-independentes, que ocorreu de 18 a 24 de abril de 1955 em Bandungue, Java Ocidental, Indonésia. Os países que participaram representavam uma população total de 1,5 bilhão de pessoas, 54% da população mundial à época. A conferência foi organizada por Indonésia, Birmânia (Myanmar), Índia, Ceilão (Sri Lanka) e Paquistão e foi coordenada por Ruslan Abdulgani, secretário-geral do Ministério das Relações Exteriores da República da Indonésia.
Os objetivos declarados da conferência eram promover a cooperação econômica e cultural afro-asiática e se opor ao colonialismo ou neocolonialismo impostos por qualquer nação, com o objetivo de mapear o futuro de uma nova força política global (Terceiro Mundo). A conferência foi um passo em direção à eventual criação do Movimento dos Não Alinhados (MNA), mas as duas iniciativas decorreram em paralelo durante a década de 1960, chegando mesmo a confrontar-se uma com a outra antes da 2ª Conferência do MNA no Cairo em 1964.
Em 2005, no 50º aniversário da conferência original, líderes de países asiáticos e africanos se encontraram em Jacarta e Bandungue para lançar a Nova Parceria Estratégica Ásia-África (NAASP). Eles se comprometeram a promover a cooperação política, econômica e cultural entre os dois continentes.

## Participantes

Países participantes

29 países participaram na Conferencia de Bandungue: 15 da Ásia (Afeganistão, Birmânia, Camboja, Ceilão, República Popular da China, Filipinas, Índia, Indonésia, Japão, Laos, Nepal, Paquistão, República Democrática do Vietnã, Vietnã do Sul, e Tailândia); 8 do Oriente Médio (Arábia Saudita, Iêmen, Irã, Iraque, Jordânia, Líbano, Síria, e Turquia); e apenas 6 da África (Costa do Ouro (atual Gana), Etiópia, Egito, Líbia, Libéria e Sudão) - o que reflete o fato de que grande parte desse continente ainda era colônia da Europa, embora tenha havido a presença de uma delegação da FLN argelina, assim como do Destur tunisiano. No total, os países participantes representavam uma população de 1,350 bilhões de habitantes. O Japão foi o único país industrializado a participar da conferência.

## Discussões
Apesar da condição econômica, os participantes tinham pouco em comum. Houve um debate acirrado sobre se a política soviética no Leste Europeu e na Ásia Central deveria ou não ser equiparada ao colonialismo ocidental.

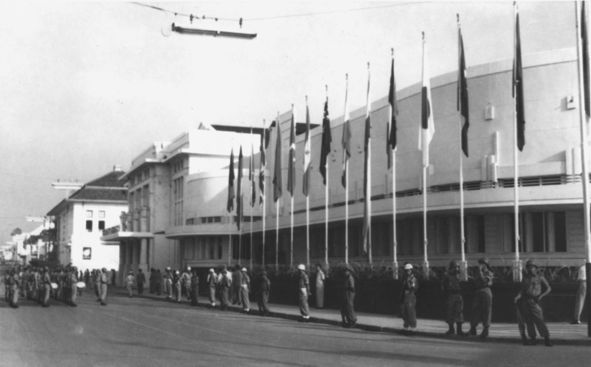
Gedung Merdeka: o prédio da 1ª conferência em 1955

O encontro propôs a criação de um "tribunal da descolonização" para julgar os responsáveis pela prática de políticas imperialistas, entendidas como crimes contra a humanidade, mas a ideia foi vetada pelos países centrais. Bandungue deu origem a uma política de não alinhamento - uma postura diplomática e geopolítica de equidistância das Grandes Potências -, através da qual dezenas de nações tentariam não ser transformadas em joguetes dos titãs da Guerra Fria. A reunião conferiu estatura internacional a alguns chefes de Estado: o presidente Sukarno, da Indonésia; Chu En-Lai, o primeiro-ministro da China; e o presidente egípcio, Gamal Abdel Nasser.
O "não alinhamento" não foi possível no contexto da Guerra Fria, onde URSS e EUA competiam por áreas de influência. No lugar do conflito leste-oeste, Bandungue criava o conceito de Conflito norte-sul, expressão de um mundo dividido entre países ricos e industrializados e países pobres exportadores de produtos primários.

## Os dez princípios da Conferência de Bandungue
A única realização concreta dos delegados à conferência foi uma declaração de dez pontos sobre "a promoção da paz e cooperação mundiais", baseada na Carta das Nações Unidas e nos princípios morais do premiê indiano Jawaharlal Nehru, um dos estadistas mais antigos presentes ao encontro:
1. Respeito aos direitos fundamentais;
2. Respeito à soberania e integridade territorial de todas as nações;
3. Reconhecimento da igualdade de todas as raças e nações, grandes e pequenas;
4. Não intervenção e não ingerência nos assuntos internos de outro país - (Autodeterminação dos povos);
5. Respeito pelo direito de cada nação defender-se, individual e coletivamente;
6. Recusa na participação dos preparativos da defesa coletiva destinada para servir aos interesses particulares das superpotências;
7. Abstenção de todo ato ou ameaça de agressão, ou do emprego da força, contra a integridade territorial ou a independência política de outro país;
8. Solução de todos os conflitos internacionais por meios pacíficos (negociações e conciliações, arbitradas por tribunais internacionais);
9. Estímulo aos interesses mútuos de cooperação;
10. Respeito pela justiça e obrigações internacionais.

## Galeria de fotos
|  |  |  |

## Ligação externa
- InfoEscola: navegando e aprendendo - "Conferência de Bandungue" (Página acessada em 19 de agosto de 2012)